# Romantika
Le Romantika est un cruise-ferry appartenant à la compagnie estonienne Tallink. Construit par les chantiers Aker Finnyards de Rauma entre 2001 et 2002, il est le premier navire neuf commandé par Tallink. Mis en service en mai 2002 entre l'Estonie et la Finlande, il sera ensuite transféré sur la ligne entre l'Estonie et la Suède en 2006. Depuis 2009, il est affecté aux lignes entre la Lettonie et la Suède. Immobilisé en mars 2020 en raison de la pandémie de Covid-19, il connaîtra diverses utilisations exceptionnelles telles que son emploi entre le Maroc, l'Espagne et la France au cours de l'été 2021 sous affrètement par la compagnie marocaine Intershipping puis entre les Pays-Bas et la Norvège entre le printemps 2022 et l'été 2023 pour le compte de Holland Norway Lines.

## Histoire

### Origines et construction
Au terme d'un développement constant tout au long des années 1990, la compagnie estonienne Tallink, spécialisée dans la desserte de la ligne entre l'Estonie et la Finlande continue de s'imposer comme armateur majeur de la mer Baltique. À l'aube des années 2000, la compagnie reprend en effet l'exploitation des lignes entre l'Estonie et la Suède après la décision de sa maison mère ESCO de transférer au sein de Tallink les activités de la marque sœur EstLine, qui, malgré son succès, souffre toujours de la mauvaise image liée au naufrage de l‘Estonia. La reprise de cette ligne à succès et les chiffres satisfaisants de la ligne Tallinn - Helsinki incitent alors l'armateur à investir pour la première fois dans la construction d'unités neuves. Le 30 août 2000, Tallink commande son premier navire aux chantiers finlandais Aker Finnyards de Rauma.
Guidée par les standards des navires des compagnies Silja Line et Viking Line en matière de confort, la conception du futur navire est davantage orientée vers le luxe et le divertissement. Prévu pour être exploité sur des mini-croisières entre Tallinn et Helsinki, très prisées par la clientèle, sa configuration le rend également adapté à des lignes plus longues comme Tallinn - Stockholm. Avec 190 mètres de long et un tonnage de plus de 40 000 tonneaux, il s'impose d'emblée comme l'un des plus grands ferries de la mer Baltique derrière les cruise-ferries géants de Silja Line. Prévu pour transporter 2 500 passagers, ses installations sont très variées avec trois espaces de restauration, plusieurs bars, une importante surface dédiée aux espaces commerciaux et d'autres services tels que des centres de conférence ou des espaces de relaxation.
Baptisé Romantika, le navire est mis sur cale le 23 mai 2001 et lancé le 14 décembre. Au terme de six mois de finitions, il est livré à Tallink le 10 mai 2002.

### Service
Peu de temps après sa livraison, le Romantika quitte Rauma et rejoint Tallinn, son port d'attache, le 15 mai 2002. Durant les jours qui suivent, il est présenté au public à Tallinn mais également à Helsinki et à Riga. Il réalise ensuite son voyage inaugural le 21 mai entre Tallinn et Helsinki. 
Dès les premiers mois de son exploitation, le Romantika rencontre un très grand succès auprès de la clientèle. Ce retour positif incite alors Tallink à commander un sister-ship qui serait quant à lui employé sur les liaisons avec la Suède.  
Le 30 octobre 2005, le navire est affrété pour une croisière spéciale dans le cadre de la campagne électorale du parti centriste finlandais pour l'élection présidentielle de 2006. Cette démarche sera vivement critiquée par les syndicats des marins finlandais reprochant au parti d'avoir utilisé un navire estonien pour sa campagne.
En mai 2006, en raison de la mise en service du nouveau Galaxy, plus imposant, le Romantika est transféré sur la ligne Tallinn - Mariehamn - Stockholm aux côtés de son jumeau le Victoria I.
De nouveau remplacé en avril 2009 par le Baltic Queen, le navire est affecté entre la Lettonie et la Suède sur la ligne Riga - Stockholm où il se substitue au Regina Baltica. À l'occasion, le Romantika est enregistré sous pavillon letton. 
En août 2014, l'affrètement du Silja Europa par une société australienne entraîne le transfert du Baltic Queen entre Tallinn et Helsinki. En conséquence, le Romantika le remplace entre Tallinn, Mariehamn et Stockholm. Il retrouve à l'occasion son pavillon estonien d'origine le 10 mai 2015. Au retour en flotte du Silja Europa au mois de décembre 2016, le navire est de nouveau affecté à la ligne Riga - Stockholm. 
Le 12 janvier 2017, alors qu'il navigue par mauvais temps, une rafale de vent arrache le radar situé à la pointe de la proue qui vient alors heurter l'un des sabords avant du pont 6, les dégâts seront cependant limités et rapidement réparés. Ce même problème avait touché son sister-ship le Victoria I deux ans plus tôt. Le 27 janvier, le navire est réenregistré sous pavillon letton.
À partir du mois de mars 2020, les services de Tallink sont perturbés en raison des restrictions dues à la crise sanitaire provoquée par la pandémie de Covid-19. Retiré du service, le Romantika est dans un premier temps désarmé à Riga. Entre le 29 avril et le 29 mai, il effectue trois allers-retours vers Stockholm puis une traversée par semaine de juin à septembre.
Au cours de l'année 2021, la recrudescence de la pandémie empêche la réouverture de la ligne Riga - Stockholm, poussant alors Tallink à trouver une utilisation alternative à ses navires immobilisés. Ainsi, durant la saison estivale, le Romantika, tout comme son jumeau le Victoria I, est affrété par les autorités du port de Tanger Med afin de renforcer les liaisons entre le Maroc, l'Espagne et la France. Après avoir rejoint la Méditerranée au début du mois de juillet, il est employé par la compagnie Intershipping entre Tanger, Almería et Sète, et occasionnellement Marseille.
À l'issue de son affrètement, le Romantika quitte le Maroc le 6 octobre. Mais avant de regagner la mer Baltique, le navire est mis à disposition de la société britannique Landry & Kling Global Cruise Services afin d'être utilisé comme hôtel flottant dans le cadre de la COP26. Le cruise-ferry accoste ainsi à Glasgow le 12 octobre et héberge les effectifs travaillant sur l'organisation de la conférence. À la fin de celle-ci, il rejoint l'Estonie le 19 novembre.
Tandis qu'en 2022, la réouverture de la ligne Riga - Stockholm semble une fois de plus compromise, le navire est affrété au mois de mars pour trois ans par la compagnie Holland Norway Lines, société nouvellement créée et destinée à assurer des rotations entre les Pays-Bas et la Norvège. Le 8 mars, il rejoint les chantiers de Naantali afin d'être préparé en vue de sa future affectation. Les logos de Tallink sont ainsi effacés de ses flancs et de sa cheminée et remplacés par ceux de Holland Norway Lines et le cruise-ferry est enregistré à l'occasion sous pavillon néerlandais et immatriculé à Eemshaven. Les transformations terminées, il quitte la Finlande le 28 mars à destination de la Norvège. Arrivé à Kristiansand le 28 mars, il réalise notamment des essais d'accostages avant d'appareiller le 31 mars pour Eemshaven. Son arrivée dans son nouveau port d'attache a lieu le lendemain 1er avril. Quelques jours plus tard, le 7 avril, le Romantika quitte Eemshaven pour Kristiansand et inaugure les services de Holland Norway Lines. Ce premier départ est cependant marqué par la rupture de ses amarres peu avant son appareillage en raison du mauvais temps, obligeant un remorqueur à plaquer le navire contre le quai en attendant une accalmie lui permettant de partir, ce qui occasionnera un retard d'environ cinq heures par rapport à l'horaire initial.
Le 1er février 2023, alors qu'il se trouve au port d'Eemshaven, le navire est une nouvelle fois victime d'une rupture de ses amarres en raison de vents violents, le faisant dériver dans l'enceinte du port et heurter les remorqueurs Saptor et Windea Jules Verne. Aucun passager ne se trouvait à bord à ce moment-là et le navire, endommagé au niveau de la porte-rampe avant, est rapidement remis en état. Un mois plus tard, le 3 mars, le Romantika arrive à Kristiansand où il est immobilisé en raison de problèmes d'exploitation causés par l'indisponibilité des postes à quai du port d'Eemshaven. Après avoir envisagé de transférer son pour de départ à IJmuiden, près d'Amsterdam, Holland Norway Lines prendra finalement la décision de s'installer de l'autre côté de l'Ems, en Allemagne. Ainsi, le navire reprend du service le 22 avril entre l'Allemagne et la Norvège, tout d'abord au départ de Cuxhaven puis de Emden à partir du 1er juin. Le 30 août cependant, la liaison est brutalement interrompue en raison des difficultés financières de Holland Norway Lines. Déclaré en faillite le 4 septembre, l'armement est dissout et le Romantika restitué prématurément à Tallink,. En conséquence, le navire retrouve le pavillon letton et quitte l'Allemagne le 6 septembre pour rejoindre Tallinn.

## Aménagements
Le Romantika possède 12 ponts. Les locaux passagers se situent sur la totalité des ponts 5 à 9 et une partie du pont 10 tandis que ceux de l'équipage occupent principalement le pont 10. Les ponts 3 et 4 sont pour leur part consacrés aux garages.

### Locaux communs
Le Romantika est équipé d'un grand nombre d'installations d'une qualité semblable à celles d'un navire de croisières. Situées en grande majorité sur les ponts 6 et 7, elles comptent notamment trois restaurants à la carte, un restaurant buffet, une cafétéria, quatre bars et des espaces commerciaux très développés.
Les installations du cruise-ferry sont organisés de la manière suivantes :
- Starlight Palace : vaste bar-spectacle sur deux niveaux situé sur les ponts 6 et 7 à l'arrière du navire ;
- Romantika Lounge : bar à l'ambiance plus intimiste situé au pont 6 à l'avant du navire ;
- Sea Pub : pub traditionnel situé au centre du navire sur le pont 7 ;
- Space Disco : bar-discothèque situé au milieu bâbord sur le pont 7 ;
- Coffee & Co. : coffee shop situé à l'avant sur le pont 6 utilisant la franchise Starbucks ;
- Grande Buffet : restaurant buffet situé au pont 7 à l'avant du navire ;
- Romantika À la carte : restaurant à la carte situé au milieu bâbord avant du pont 7 ;
- Grill House : restaurant grill situé au milieu du navire sur le pont 7 ;
- Fast Lane : cafétéria ouverte 24 heures sur 24 située sur le pont 6 vers l'avant du navire ;

En plus de ces installations, le Romantika dispose d'une vaste galerie marchande sur le pont 6 composée d'un supermarché hors-taxe, d'une parfumerie et d'une boutique de vêtements. À l'arrière du pont 10 se trouvent un bar extérieur, un centre de conférences et un sauna.

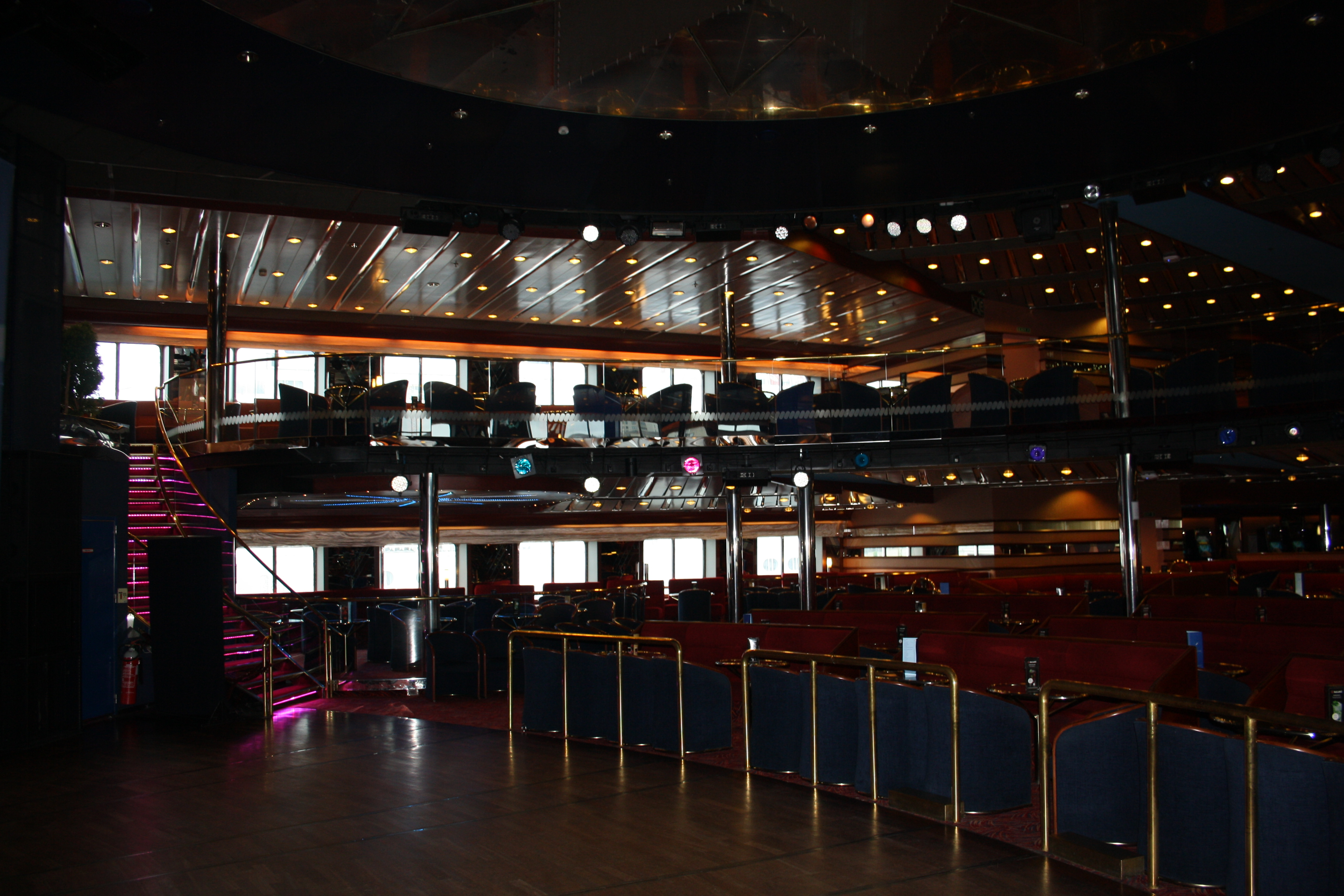
Bar-spectacle Starlight Palace.
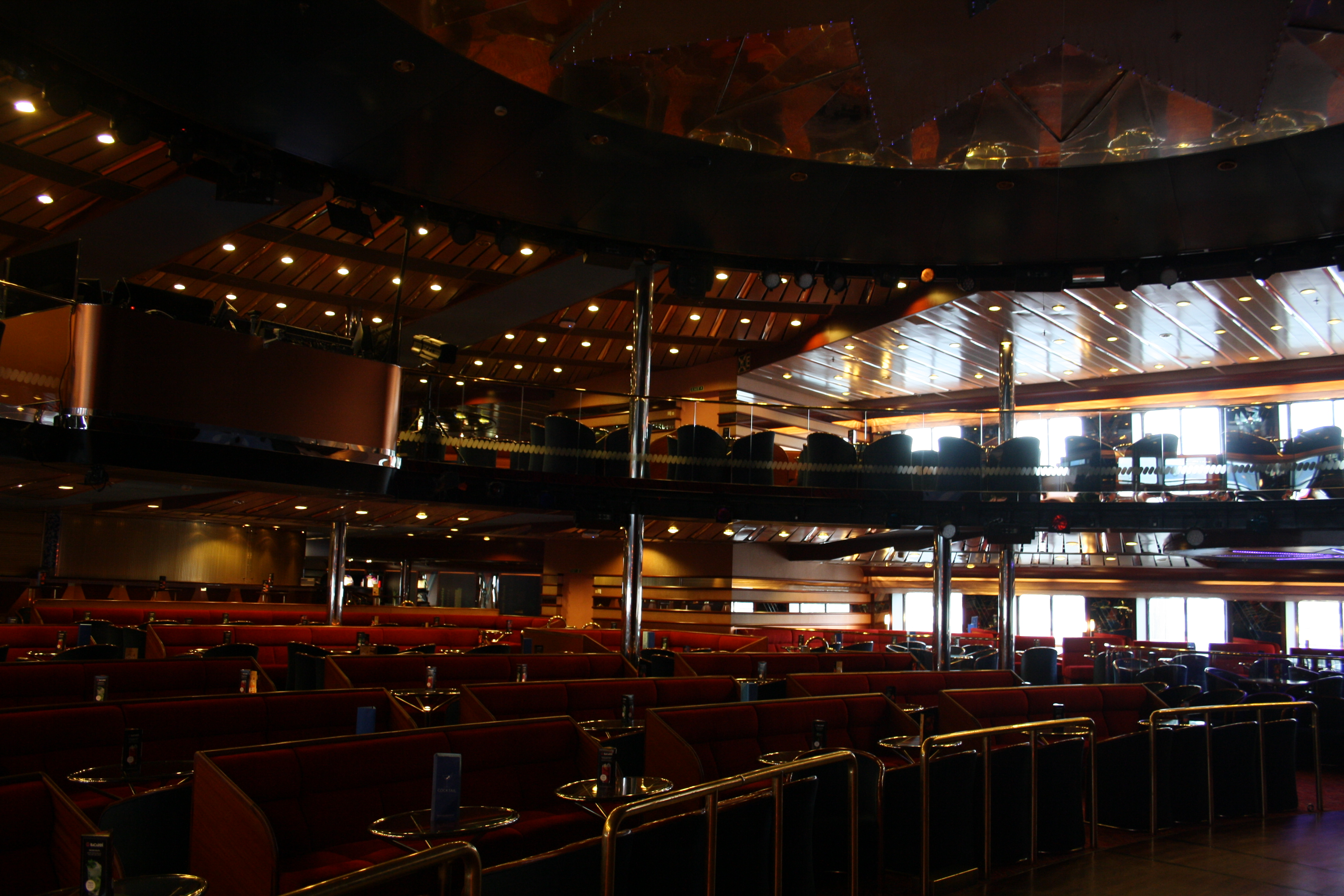
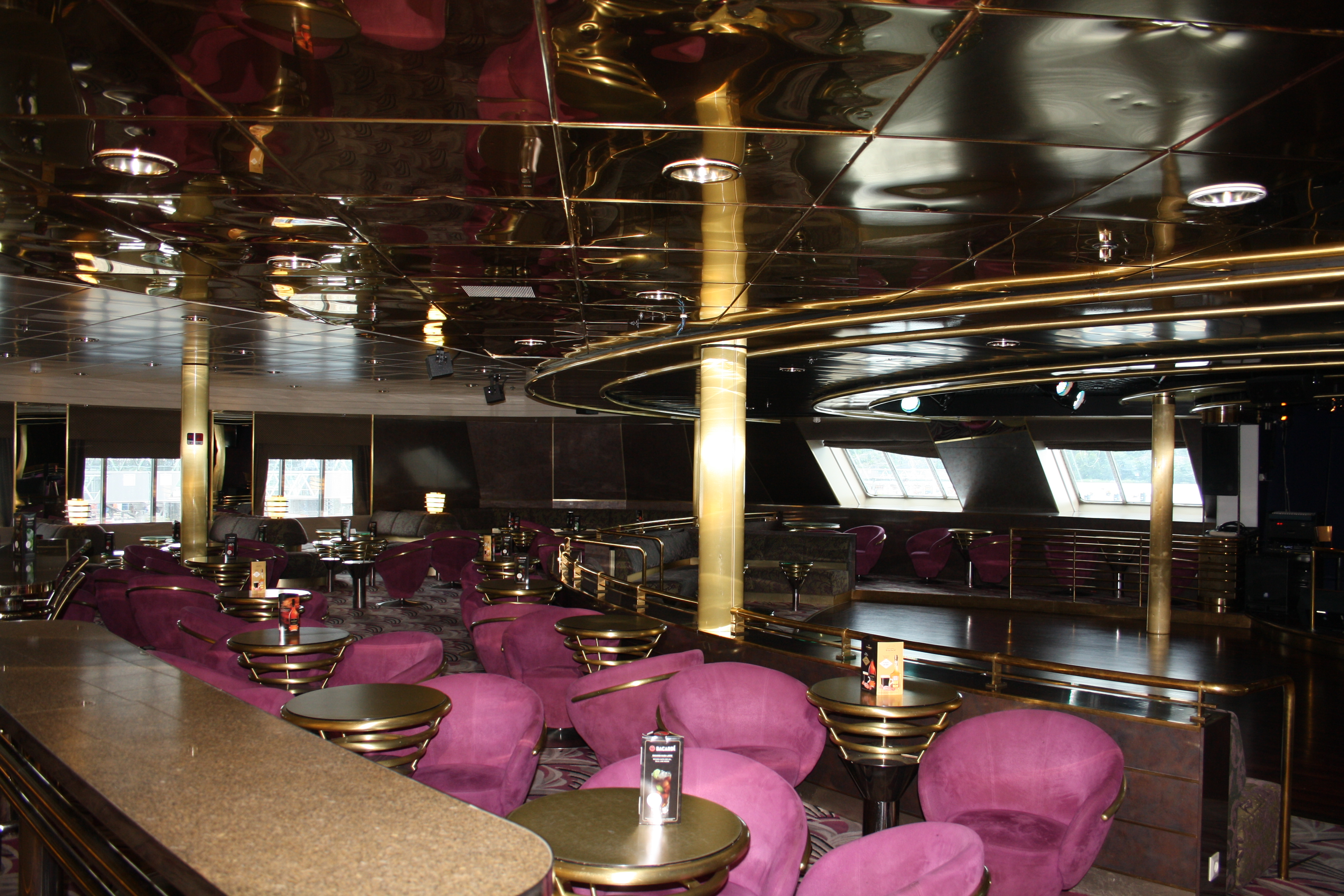
Romantika Bar sur le pont 7.
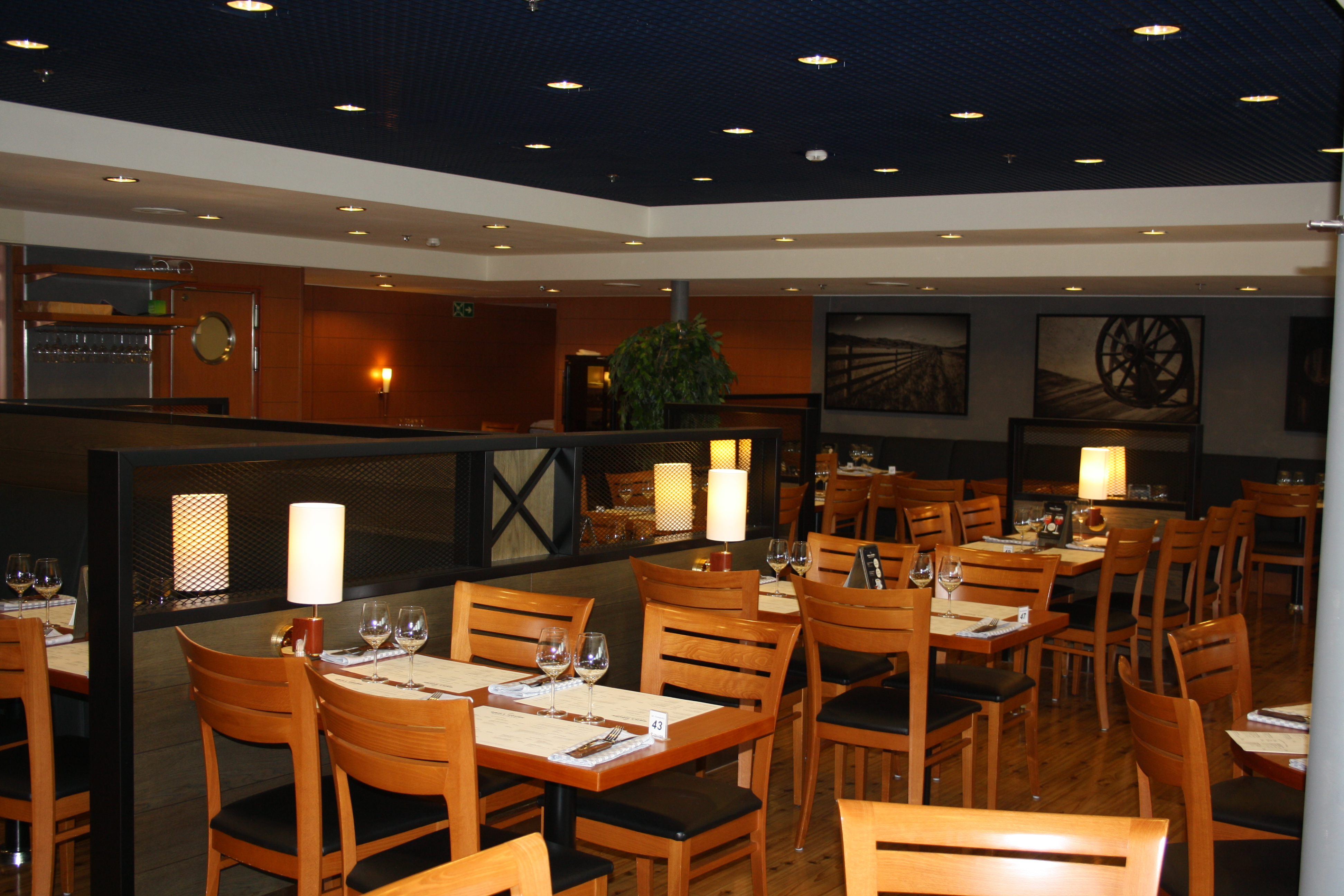
Restaurant Grill House.
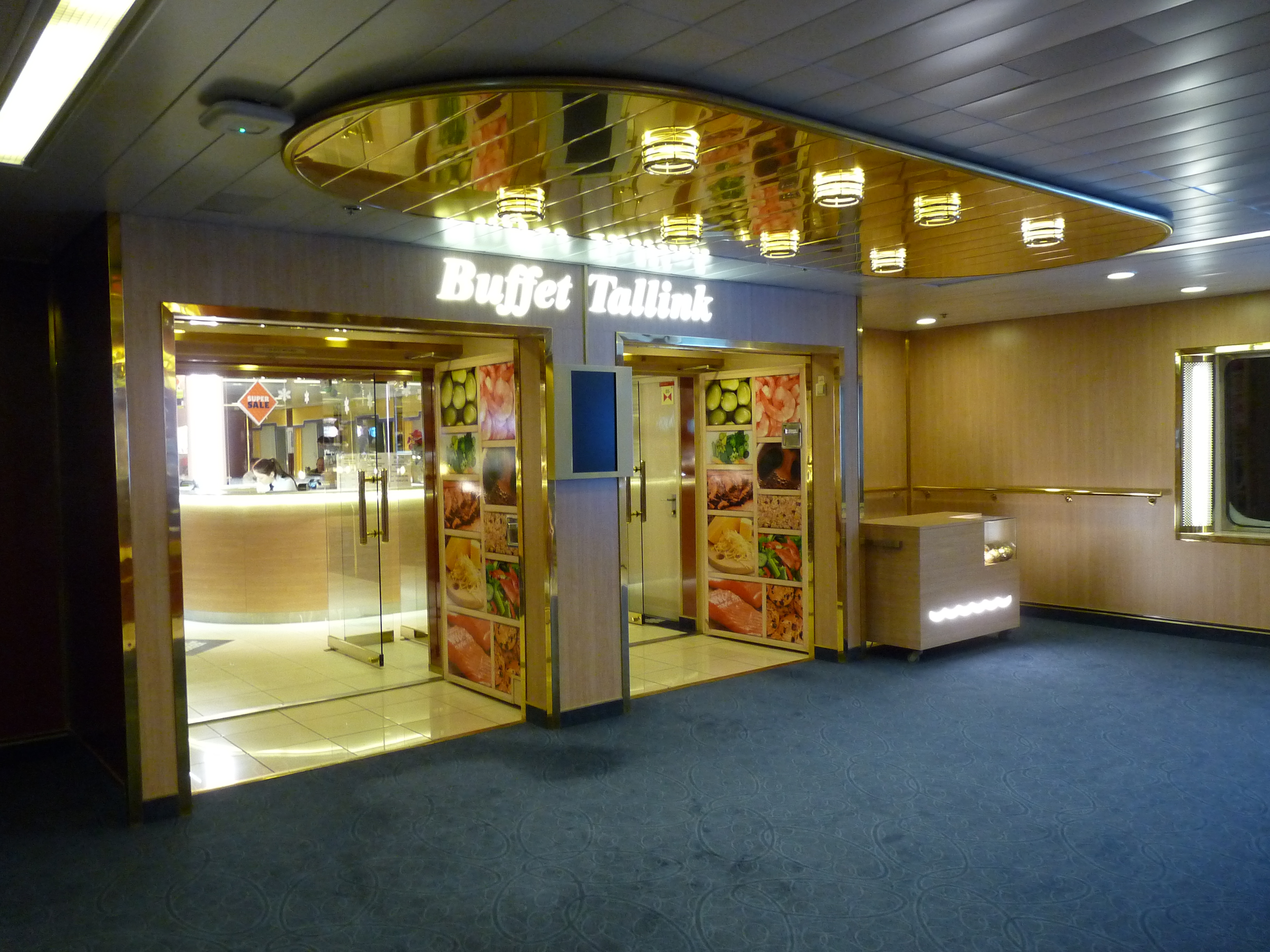
Entrée du restaurant Buffet Tallink (actuellement Grande Buffet) sur le pont 7.
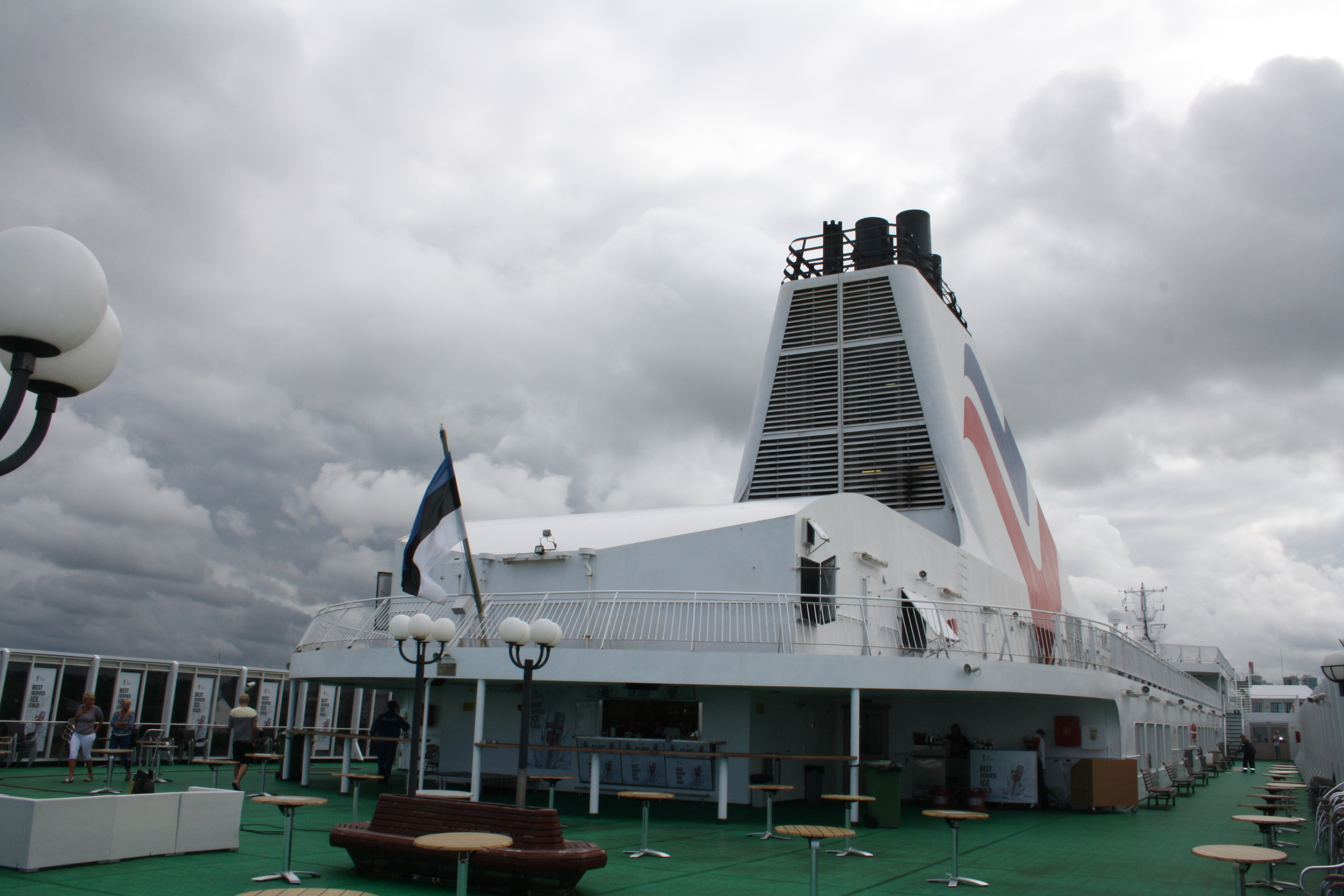
Bar extérieur, pont 9.
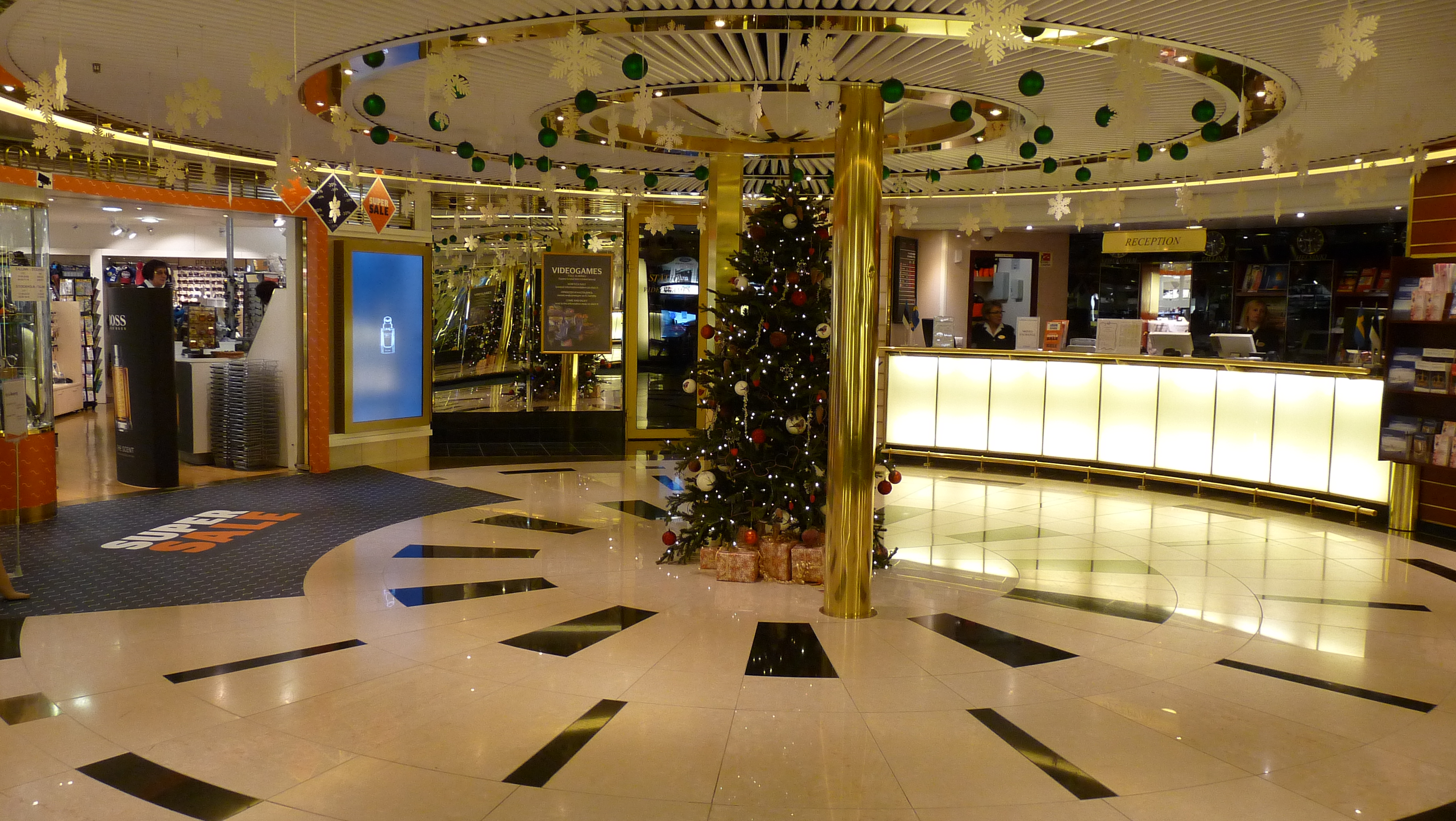
Bureau informations sur le pont 6.

### Cabines
Le Romantika possède 727 cabines situées sur les ponts 5, 8 et 9. Les cabines standards, internes ou externes, sont équipées de deux à quatre couchettes ainsi que de la télévision et de sanitaires comprenant douche, WC et lavabo. Certaines d'entre elles disposent d'un grand lit à deux places. Le navire propose également des suites. Des cabines accessibles aux personnes à mobilité réduite ou aux animaux sont également présentes.

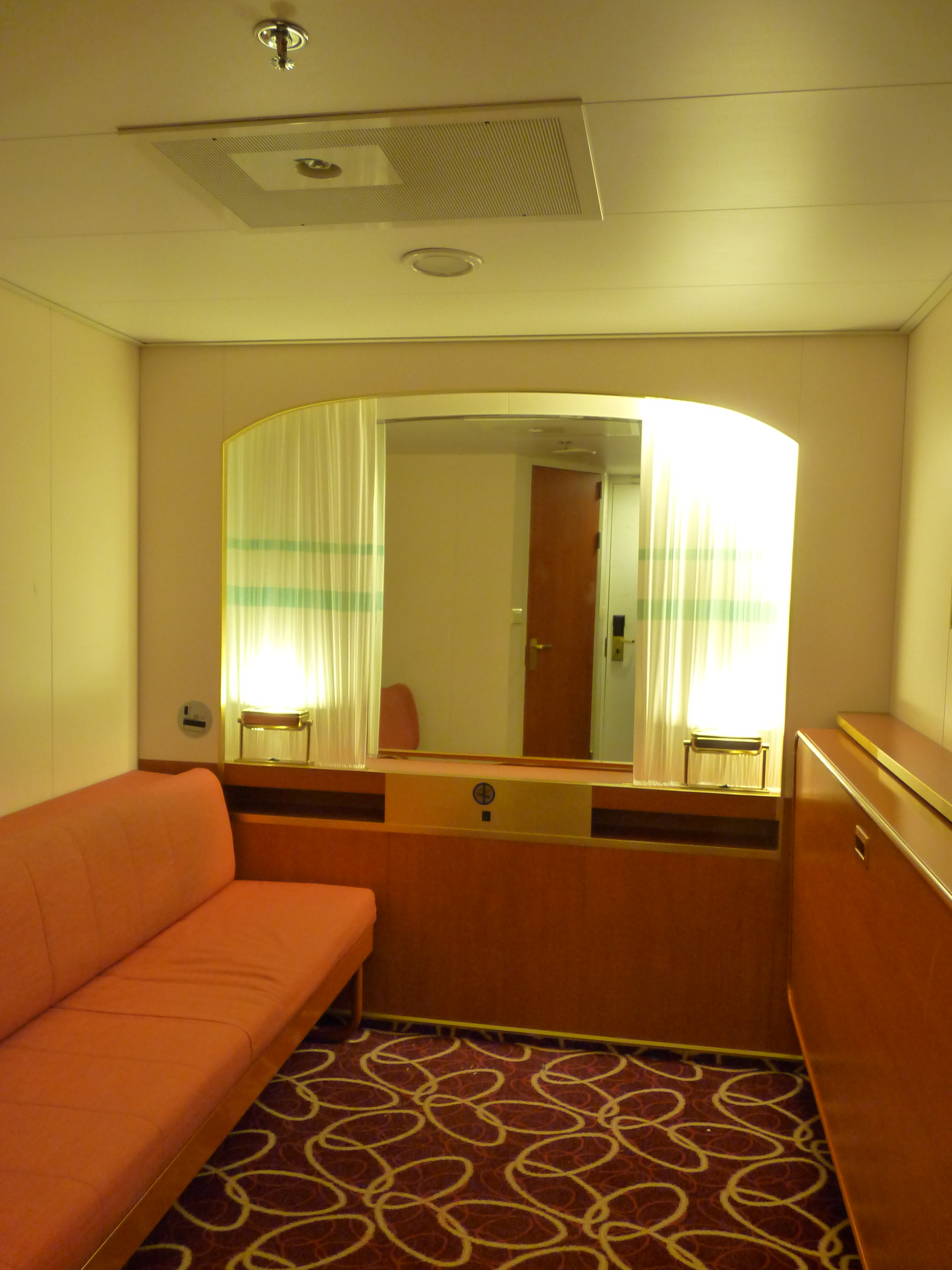
Cabine intérieure standard.
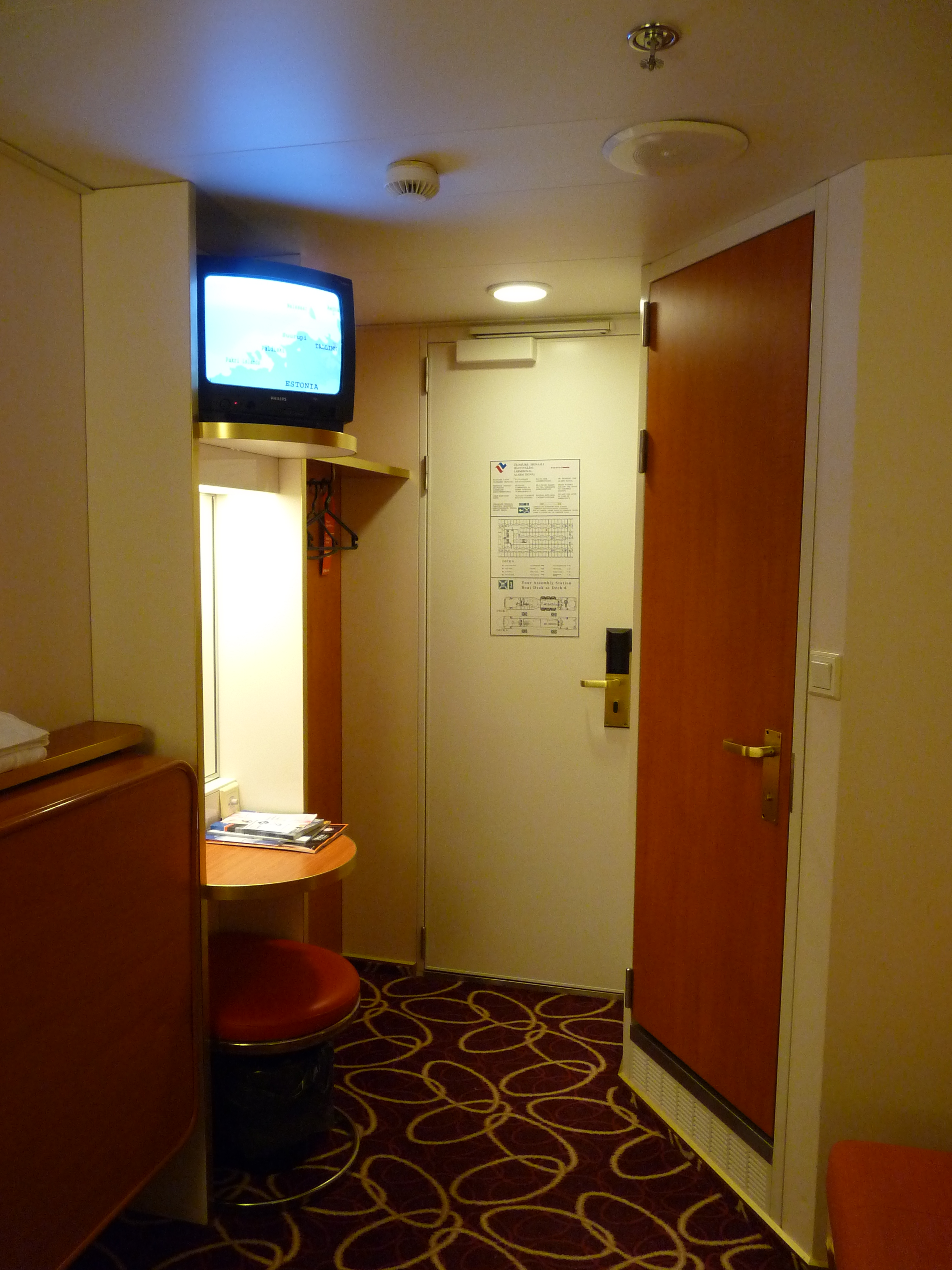
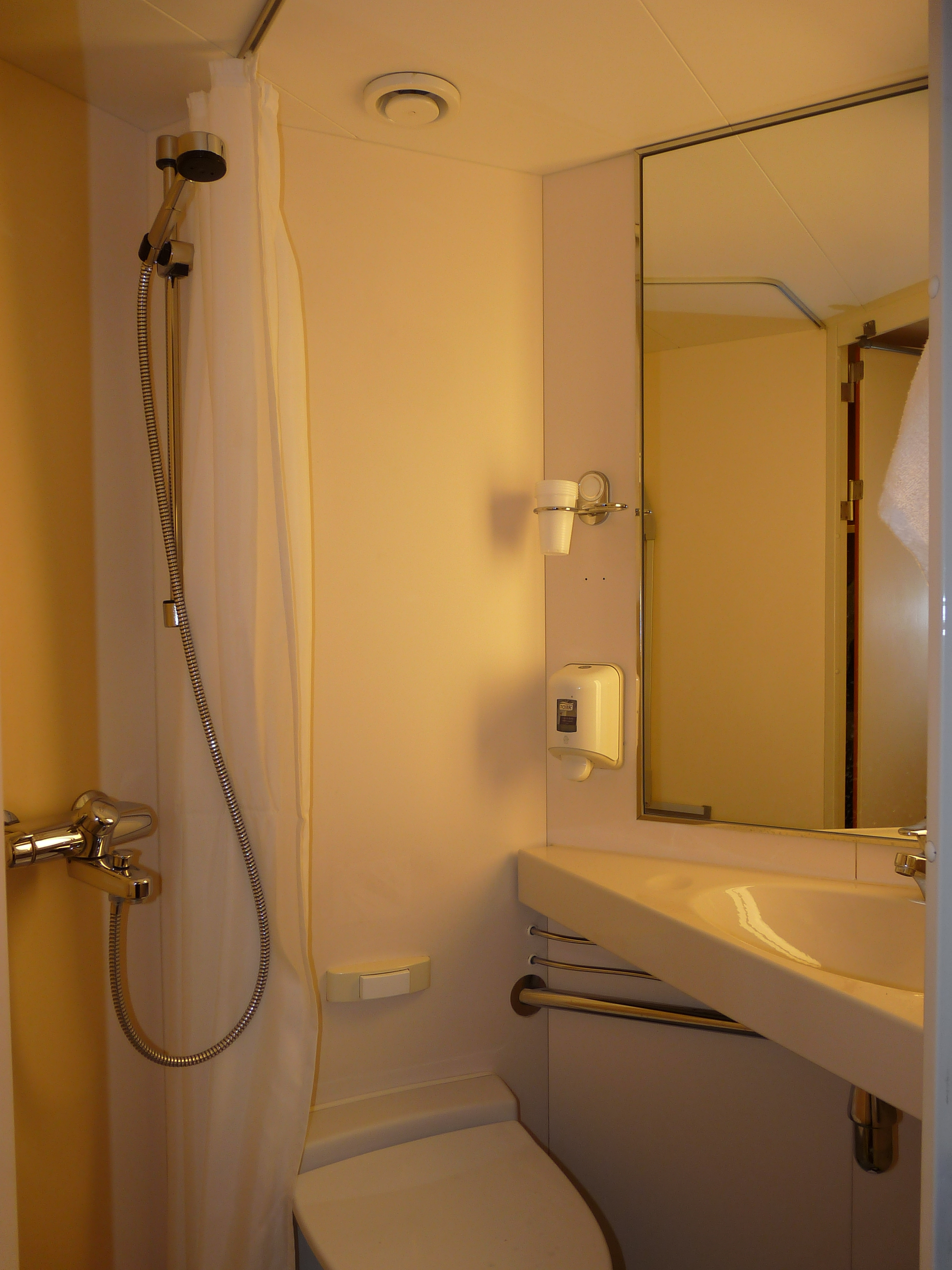
Salle de bain.
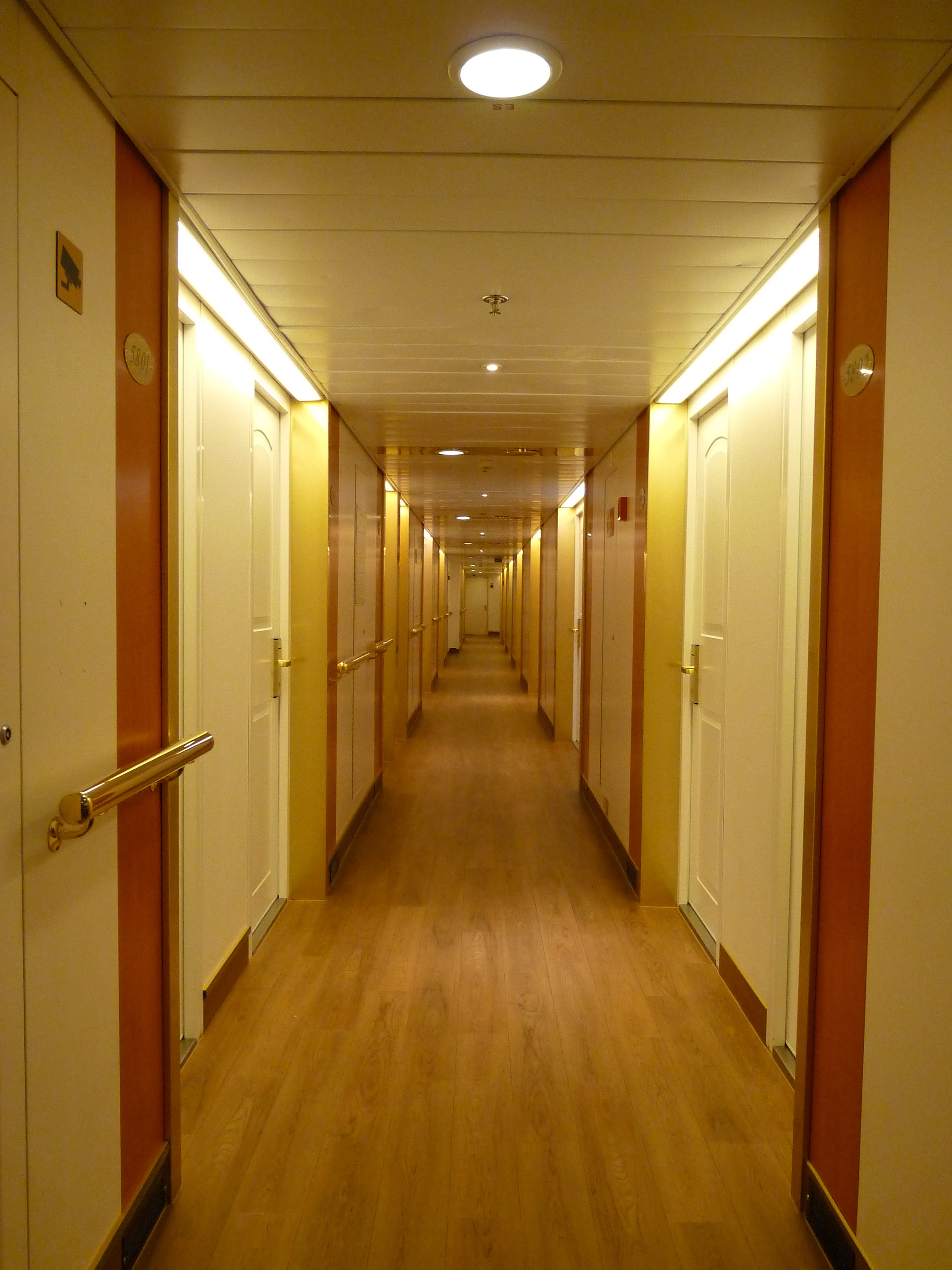
Coursive des cabines du pont 5.

## Caractéristiques
Le Romantika mesure 192,50 mètres de long pour 29 mètres de large et son tonnage est de 40 803 UMS. Le navire a une capacité 2 500 passagers et est pourvu d'un garage de 1 000 mètres linéaires pouvant accueillir 300 véhicules ou 60 remorques répartis sur deux niveaux. Le garage est accessible par deux portes rampes situées à l'arrière et une porte rampe avant. La propulsion est assurée par quatre moteurs diesels Wärtsilä 16V32 développant une puissance de 26 240 kW entraînant deux hélices à pas variable faisant filer le bâtiment à une vitesse de 22 nœuds. Le Romantika possède six embarcations de sauvetage fermées de grande taille, trois sont situées de chaque côté vers l'arrière du navire. Elles sont complétées par deux canots semi-rigides. En plus de ces principaux dispositifs, le navire dispose de plusieurs radeaux de sauvetage à coffre s'ouvrant automatiquement au contact de l'eau. Le navire est doté de deux propulseurs d'étrave facilitant les manœuvres d'accostage et d'appareillage ainsi que des stabilisateurs anti-roulis. Il est également équipé d'une coque brise-glace classée 1 A Super.

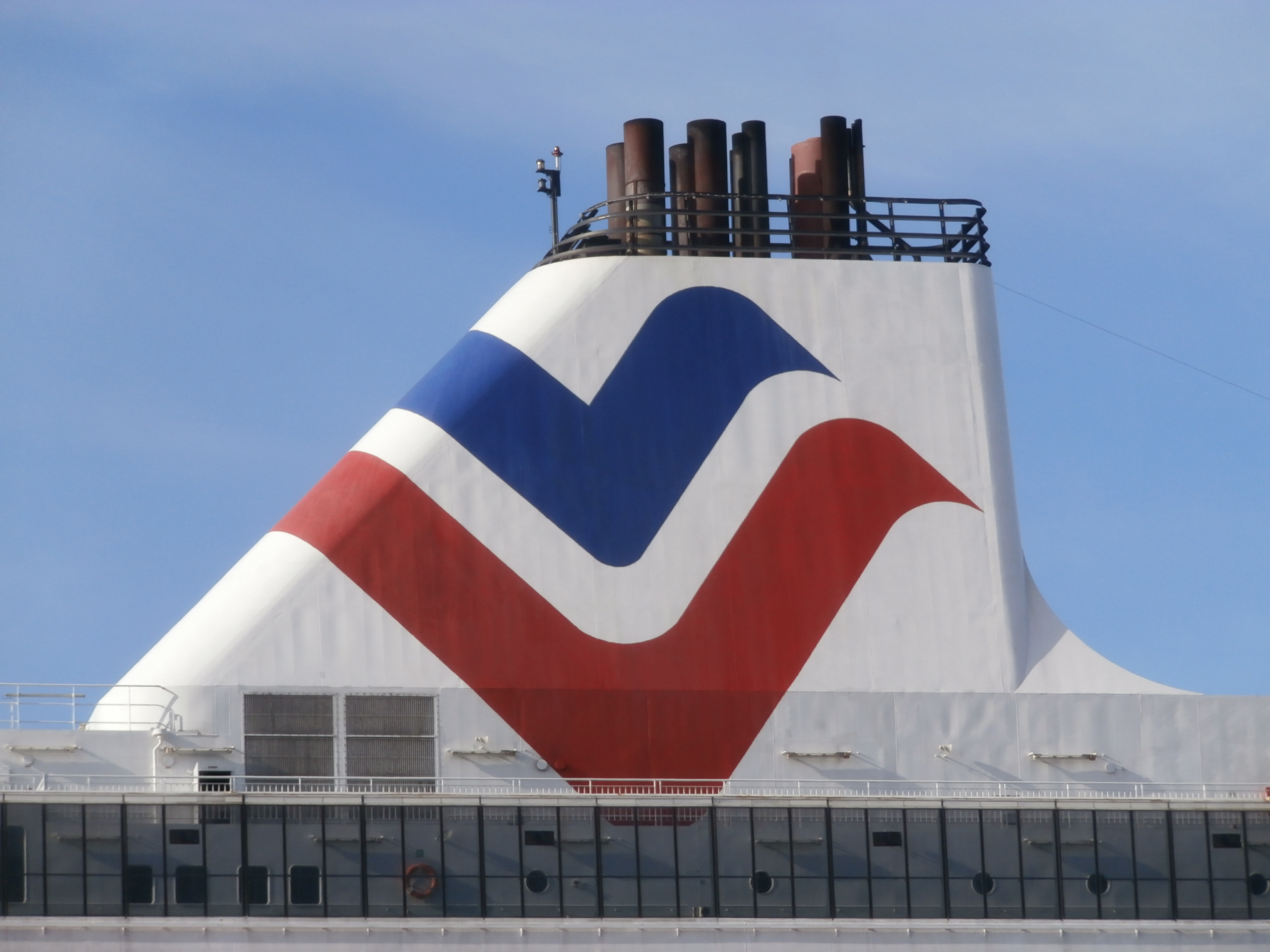
Cheminée unique.
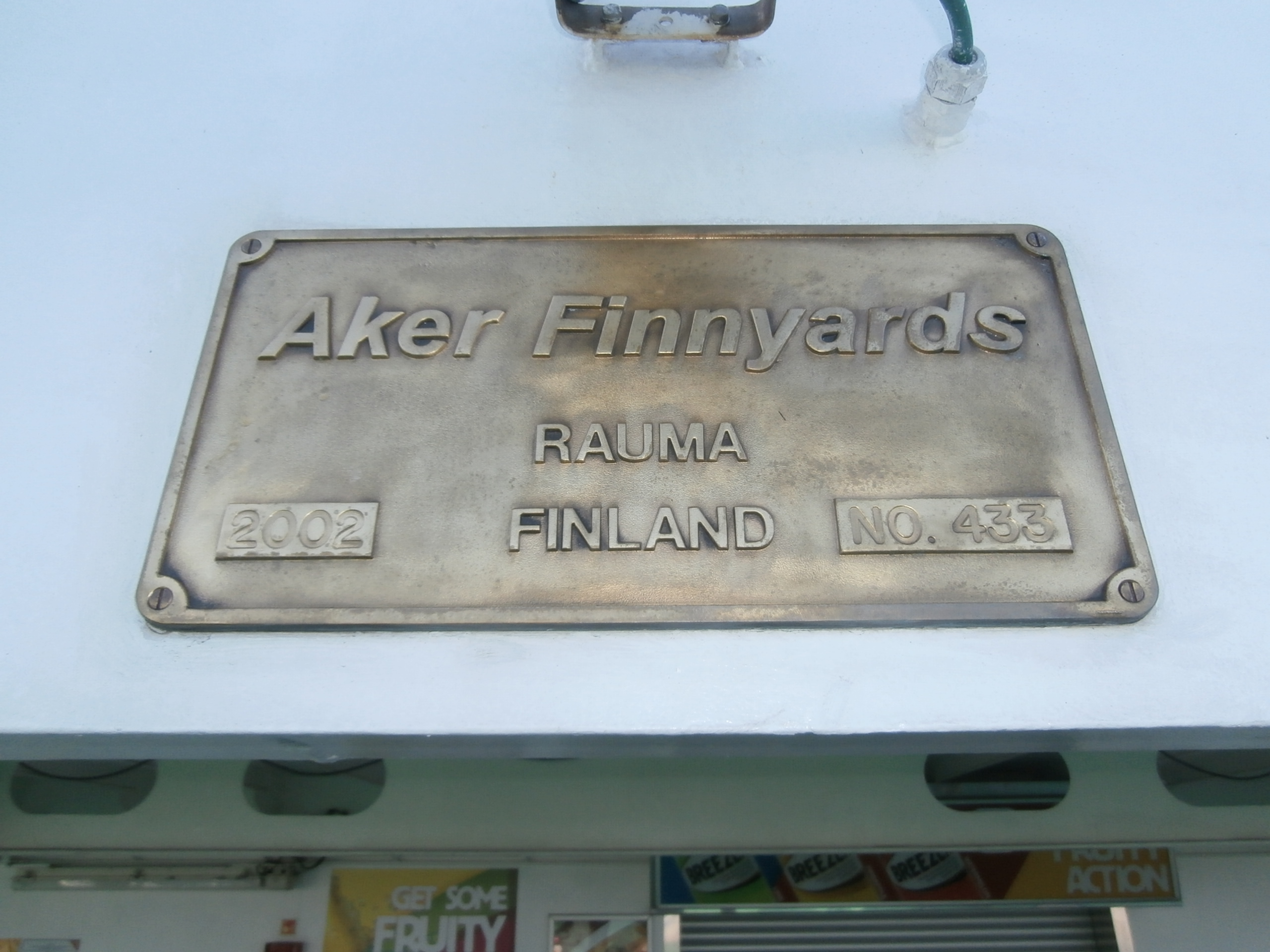
Plaque du constructeur.
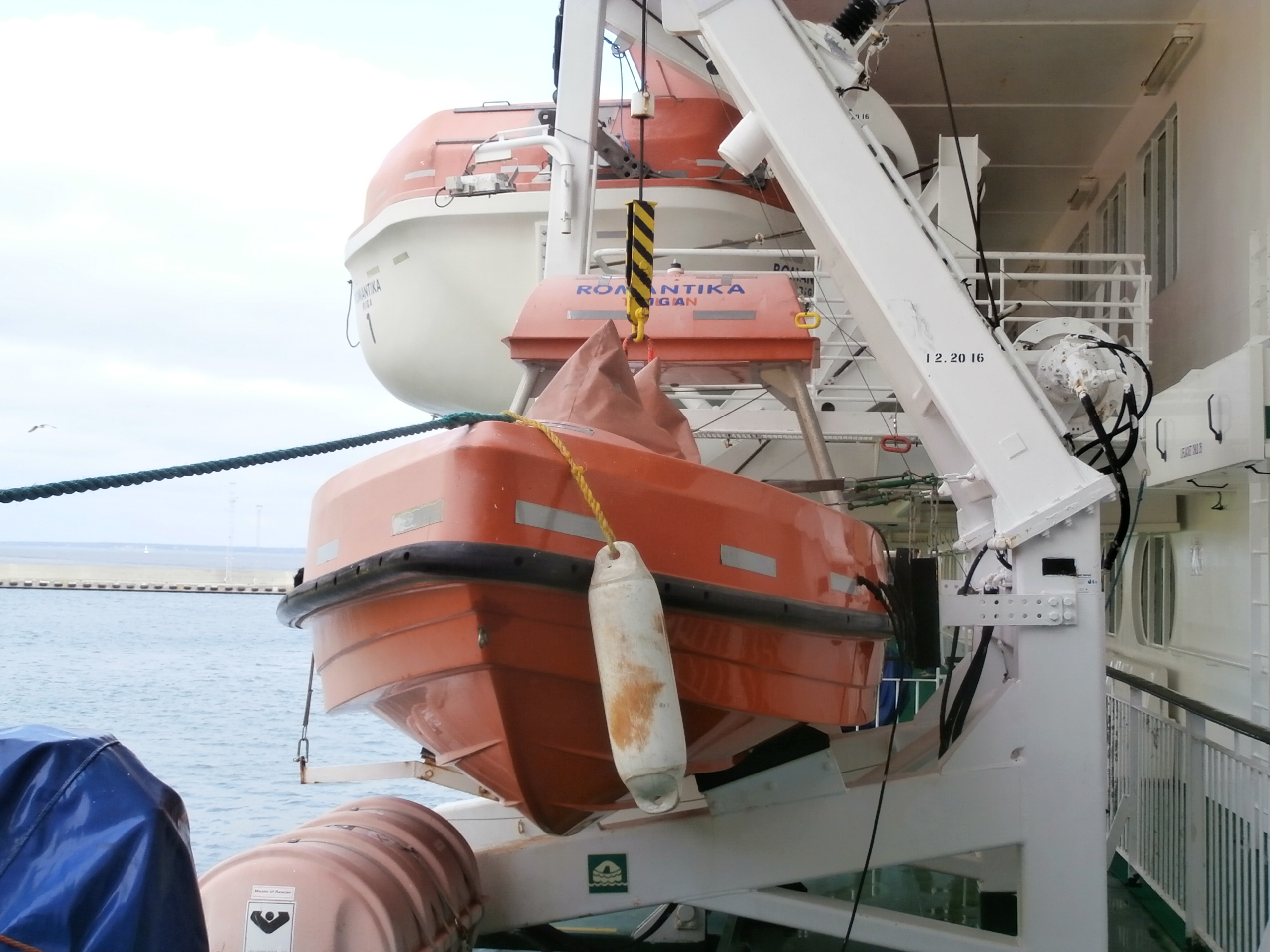
Dispositifs de sécurité

## Lignes desservies
De 2006 à 2008, le Romantika effectuait la traversée entre l'Estonie et la Finlande sur la ligne Tallinn - Helsinki. Le navire réalisait des voyages à faible vitesse afin de permettre aux passagers de profiter des prestations offertes à bord. À partir de 2006, il est transféré entre l'Estonie et la Suède sur la ligne Tallinn - Stockholm qu'il effectuait en traversée de nuit. À chaque voyage, une escale était effectuée à Mariehamn, située sur le territoire autonome d'Åland afin de permettre entre autres aux passagers de bénéficier de tarifs détaxés dans les boutiques du bord. 
Depuis 2009, le Romantika est affecté entre la Lettonie et la Suède sur la ligne Riga - Stockholm qu'il effectue en traversée de nuit. Entre 2014 et 2016, il retournera brièvement desservir la ligne Tallinn - Mariehamn - Stockholm.